# Castilleja nivibractea
Castilleja nivibractea là loài thực vật có hoa thuộc họ Cỏ chổi. Loài này được G.L.Nesom mô tả khoa học đầu tiên năm 1995.